# Медісон-сквер
40°44′32″ пн. ш. 73°59′17″ зх. д. / 40.742222222222° пн. ш. 73.988055555556° зх. д.
Медісон-сквер (англ. Madison Square) — велика площа та громадський парк у Флетайронському кварталі на Мангеттені. Площа обмежена П'ятою авеню, Бродвеєм, сходом 23-ї вулиці, Медісон-авеню та 26-ю вулицею.

## Історія
1686 році губернатор провінції Нью-Йорк Томас Донган затвердив міський статут, за яким велика частина території, на якій нині розташований Медісон-сквер, була передана в муніципальну власність. 1794 року на цьому місці був цвинтар для жебраків. Через три роки, цвинтар перенесли на місце, де нині розташований Вашингтон-сквер-парк. На початку XIX століття територія теперішньої площі й парку увійшла до складу ділянки площею 97 га, на якому розташовувалися військові бараки, арсенал і жебрацький цвинтар. У 1814 році ця ділянка отримала назву на честь четвертого президента США Джеймса Медісона і була скорочена до 36 га.
Медісон-сквер було відкрито 10 травня 1847 року. Площа і парк швидко здобули популярність у заможних містян. Сучасні газети писали про парк:
| Вищою мірою фешенебельна частина нашого міста, що швидко зростає. Оригінальний текст (англ.) the most fashionable part of our rapidly increasing city. |

В маєтках, розташованих навколо скверу, народилися 26-й президент США Теодор Рузвельт, письменниця Едіт Вортон та мати Вінстона Черчілля Дженні Черчілль. 1857 року в західній частині скверу на могилі генерала Вільяма Верта, який брав участь у американо-мексиканській війні, було встановлено обеліск. Через два роки навпроти скверу відкрився престижний «Готель на П'ятій авеню», знесений 1908 року. Після заснування 1870 року міського департаменту парків і місць відпочинку сквер був значно облагороджений. Тут були встановлені статуї політикам Вільяму Сьюарду, Роско Конклінгу, Честеру Алану Артуру і адміралу Девіду Фаррагуту. Роботи проводилися під керівництвом Ігнаца Пілата. 1876 року в Медісон-сквері проводилися святкові заходи, присвячені сторіччю підписання конституції США, а 1889 року сторіччя інавгурації Джорджа Вашингтона.
На перетині Медісон-авеню і 26-ї вулиці на північний схід від скверу в різний час існували залізничне депо, іподром, а також перші дві будівлі Медісон-сквер-гардена.
До початку XX століття райони, прилеглі до скверу, прийшли до вподоби страховим фірмам та компаніям з виробництва іграшок та порцеляни. Так, 1928 року за адресою Медісон-авеню, 51 було споруджено будівлю Нью-Йорк-Лайф-білдінг, що й донині є головним офісом страхової компанії New York Life Insurance Company. Іншою помітною будівлею, фасад якої виходить на сквер, є Флетайрон-білдінг, споруджений 1902 року.

## Галерея

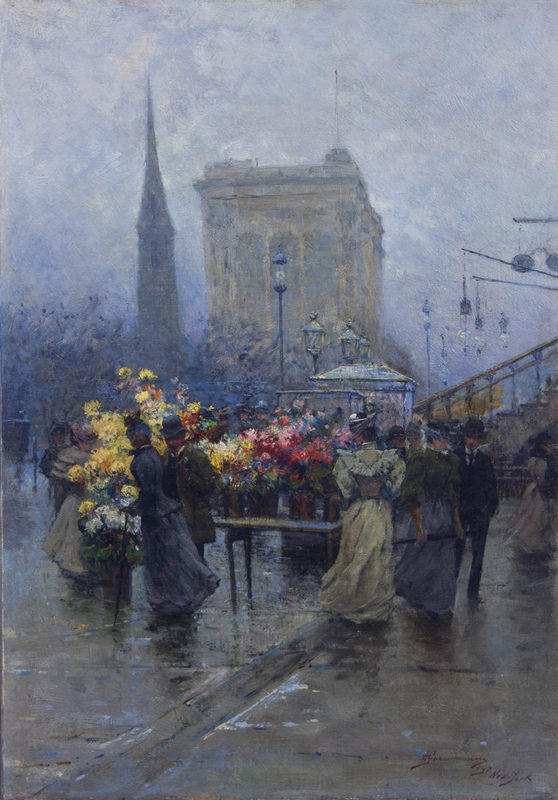
Медісон-сквер на картині 1893 року
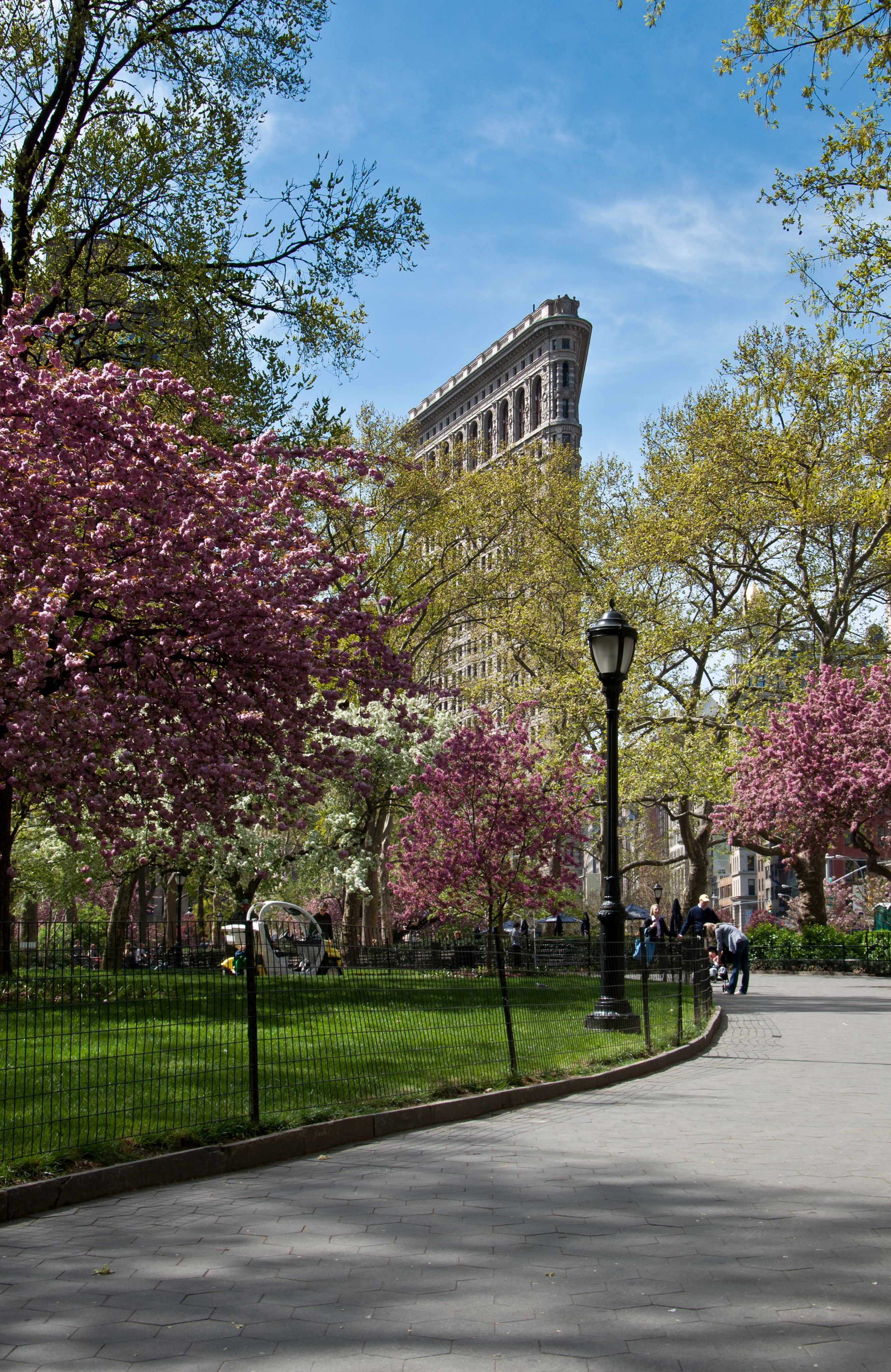
Сквер у квітні 2012 року
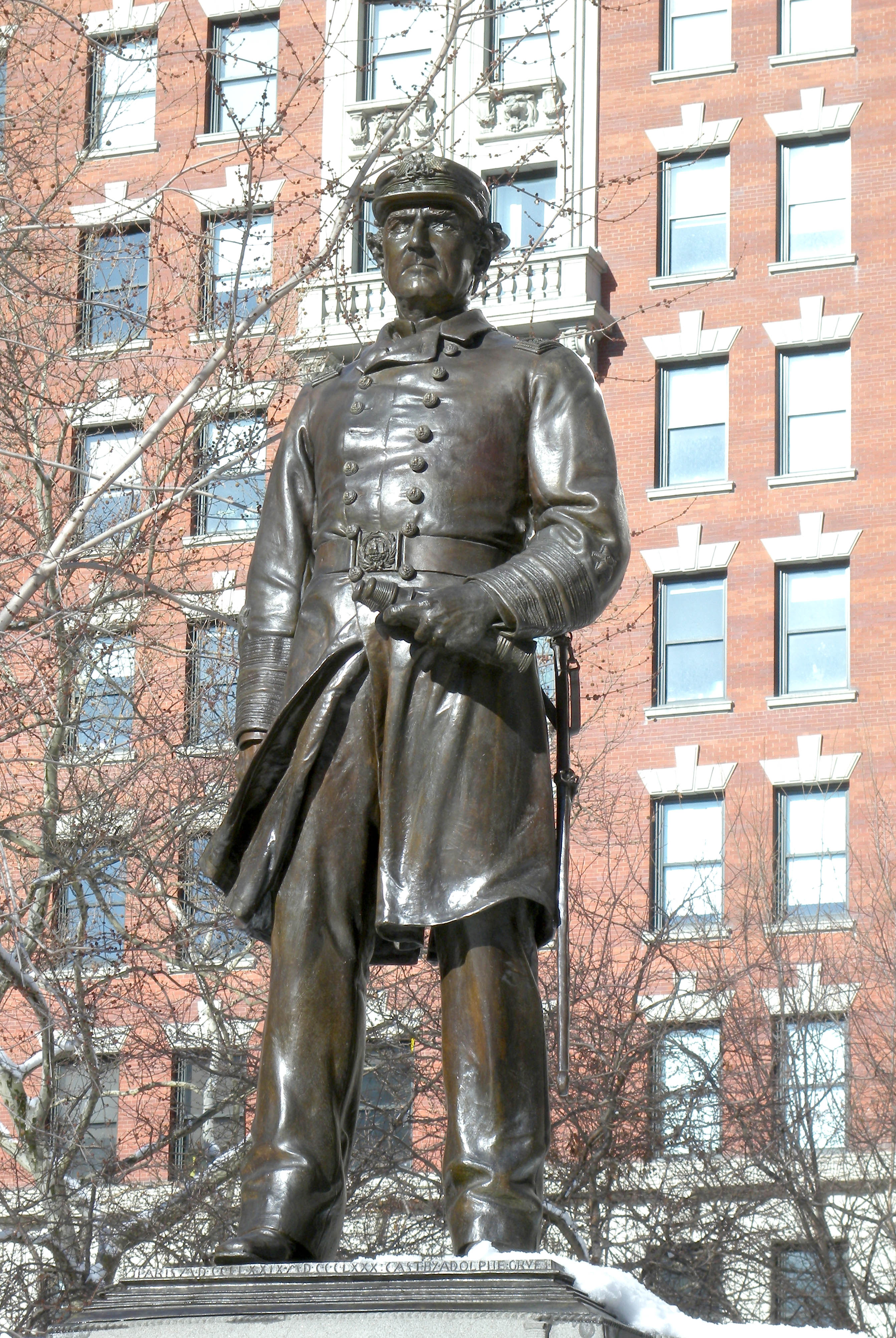
Монументи Фаррагуту...
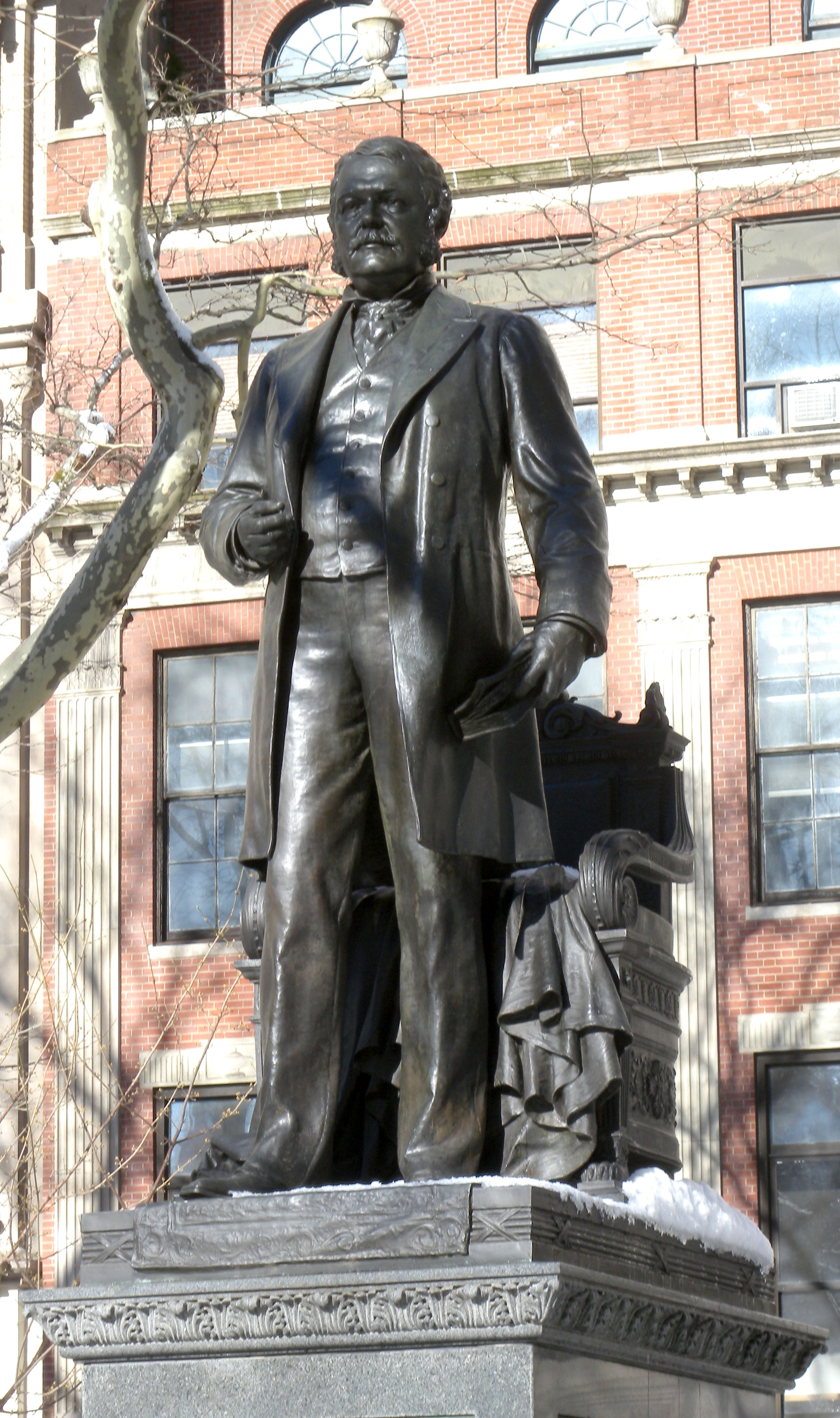
... і Честеру Артуру